# Lethrus substriatus
Lethrus substriatus is een keversoort uit de familie mesttorren (Geotrupidae). De wetenschappelijke naam van de soort werd in 1883 gepubliceerd door Ernst Gustav Kraatz.